# Видеографија Ашера
Видеографија Ашера, америчког R&B и поп пјевача, састоји се од шест видео албума, 41 музичког видеа, 11 филмова, девет учешћа у телевизијским програмима и четири рекламе. Дебитантски сингл, под називом "Call Me a Mack", објавио је 1993. године, из саундтрек албума филма Poetic Justice. Појавио се у музичком видеу за свој водећи сингл албума My Way, под називом "You Make Me Wanna..."; видео је режирао Били Водруф 1997. године. На видеу је Ашер био окружен са четири плесача, који су затим на сцени заамијењени са пет Ашерових клонова, изводећи плесну тачку око столица. Пјесму је пјевао пјевач у телевизијској комедији Moesha, гдје је Ашер дебитовао на телевизији. Појавио се у четири епизоде, глумећи лик Џеремија Дејвиса. Године 1999. објавио је уживо албум, под називом Live, да би задовољио фанове због четворогодишње паузе између студијских албума My Way и 8701. Видео албум сертификован је као златни у од стране Америчког удружења дискографских кућа (RIAA), са продатих преко 50.000 примјерака. Током музичке паузе, дебитовао је на филму, гдје је глумио у научнофантастичном хорор филму Факултет страха, који је добио помијешане рецензије, али је комерцијално био успјешан. Након овога глумио је у три филма: Она је та (1999), Light It Up (1999) и Тексашки ренџери (2000).
Године 2001. објавио је трећи студијски албум, под називом 8701. За четири сингла са албума снимљени су музички видеи. Дејв Мејерс је режирао видео за сингл "U Remind Me", у којем је дебитовала на сцени Ашерова дјевојка Розонда Томас, позната као Чили, из бенда TLC. Ашер је имао неколико појављивања током 2002. године, укључујући тинејџерсску серију Сабрина, тинејџ вјештица, гдје је играо улогу љубавног доктора. Исте године, објавио је концертни видео албум, под називом Usher Live Evolution 8701, које је сертификован као платинум од стране RIAA и златни од стране Британске фонографске индустрије (BPI). Године 2004. објавио је четврти студијски албум, под називом Confessions, са водећим синглом "Yeah!". Видео за сингл Yeah! режирао је Литл X, док је Ашер био корежисер; видео садржи плаве ласере, а инспирацију је узео из видео Мајкла Џексона за пјесму "Rock with You", снимљену 1979. године. Видео за пјесму "Yeah!" добио је четири номинације на МТВ музичким наградама, а освојио је награде за најбољи мушки видео и најбољи денс видео. Исте године, био је гостујући извођач на пјесми Бијонсе "Naughty Girl". Године 2005, глумио је главну улогу у крими комедији In the Mix, гдје је играо Дарела. Филм је добио негативне рецензије.

## Музички видео снимци
| Музички видео снимци које је ко-режирао Ашер | Означава музичке видее на којима је Ашер био ко-режисер |

| Назив                        | Остали извођачи                                                                | Режисер(и)                            | Албум                          | Година | Референце     |
| ---------------------------- | ------------------------------------------------------------------------------ | ------------------------------------- | ------------------------------ | ------ | ------------- |
| "Call Me a Mack"             | Нико                                                                           | Непознато                             | Poetic Justice                 | 1993.  | [ 11 ]        |
| "Can U Get wit It"           | Нико                                                                           | Лионел Мартин                         | Usher                          | 1994.  | [ 12 ]        |
| "Think of You"               | Крејг Мак                                                                      | Хајп Вилијамс                         | Usher                          | 1994   | [ 13 ]        |
| "Dreamin"                    | None                                                                           | Рубин Витмор II, Ерик Хајвуд          | Rhythm of the Games Soundtrack | 1996.  |               |
| "You Make Me Wanna..."       | None                                                                           | Bille Woodruff                        | My Way                         | 1997.  | [ 14 ] [ 15 ] |
| "Nice & Slow"                | None                                                                           | Хајп Вилијамс                         | My Way                         | 1998.  | [ 15 ] [ 16 ] |
| "My Way"                     | None                                                                           | Хајп Вилијамс                         | My Way                         | 1998.  | [ 15 ] [ 17 ] |
| "Pop Ya Collar"              | Нико                                                                           | Монти Витеблум, Енди Деланеј          | 8701                           | 1999.  |               |
| "U Remind Me"                | Нико                                                                           | Дејв Мејерс                           | 8701                           | 2001.  | [ 18 ] [ 19 ] |
| "U Got It Bad"               | Нико                                                                           | Литл X                                | 8701                           | 2002.  | [ 19 ] [ 20 ] |
| "I Need a Girl (Part One)"   | Паф Диди, Лун                                                                  | Бени Бум                              | We Invented the Remix          | 2002.  | [ 21 ] [ 22 ] |
| "U Don't Have to Call"       | Нико                                                                           | Литл X                                | 8701                           | 2002.  | [ 19 ] [ 23 ] |
| "U-Turn"                     | Нико                                                                           | Литл X                                | 8701                           | 2002.  | [ 19 ] [ 24 ] |
| "Yeah!"                      | Лил Џон, Лудакрис                                                              | Литл X, Ашер                          | Confessions                    | 2004.  | [ 25 ] [ 26 ] |
| "Naughty Girl"               | Бијонсе                                                                        | Џејк Нава                             | Dangerously in Love            | 2004.  | [ 27 ] [ 28 ] |
| "Burn"                       | Нико                                                                           | Џејк Нава                             | Confessions                    | 2004.  | [ 26 ] [ 29 ] |
| "Confessions Part II"        | Нико                                                                           | Крис Робинсон, Ашер                   | Confessions                    | 2004.  | [ 26 ] [ 30 ] |
| "My Boo"                     | Алиша Киз                                                                      | Крис Робинсон                         | Confessions                    | 2004.  | [ 26 ] [ 31 ] |
| "Caught Up"                  | Нико                                                                           | Литл X                                | Confessions                    | 2004.  | [ 26 ] [ 32 ] |
| "Same Girl"                  | Р. Кели                                                                        | Литл X                                | Double Up                      | 2007.  |               |
| "Love in This Club"          | Јанг Џези                                                                      | Брадерс Страус                        | Here I Stand                   | 2008.  | [ 33 ] [ 34 ] |
| "Moving Moutanins"           | None                                                                           | Brothers Strause                      | Here I Stand                   | 2008.  | [ 34 ] [ 35 ] |
| "Trading Places"             | Нико                                                                           | Крис Робинсон                         | Here I Stand                   | 2008.  | [ 34 ] [ 36 ] |
| "Spotlight"                  | Гучи Мане                                                                      | Бени Бум                              | The State vs. Radric Davis     | 2009.  | [ 37 ] [ 38 ] |
| "Fed Up"                     | DJ Калед, Дрејк, Јанг Џези, Рик Рос                                            | Гил Грин                              | Victory                        | 2009.  | [ 39 ] [ 40 ] |
| "Better on the Other Side"   | Гејм, Крис Браун, Паф Диди, DJ Калил, Полоу да Дон, Мариио Винанс, Boyz II Men | Тајдо                                 | Н/Д                            | 2009.  | [ 41 ]        |
| "Hey Daddy (Daddy's Home)"   | Плис                                                                           | Крис Робинсон                         | Raymond v. Raymond             | 2010.  | [ 42 ] [ 43 ] |
| "Lil Freak"                  | Ники Минаж                                                                     | Таџ Стенсбери                         | Raymond v. Raymond             | 2010.  | [ 43 ] [ 44 ] |
| "Somebody to Love (Remix)"   | Џастин Бибер                                                                   | Дејв Мејерс                           | Versus                         | 2010.  | [ 45 ] [ 46 ] |
| "OMG"                        | will.i.am                                                                      | Ентони Мандлер                        | Raymond v. Raymond             | 2010.  | [ 43 ] [ 47 ] |
| "There Goes My Baby"         | Нико                                                                           | Ентони Мандлер                        | Raymond v. Raymond             | 2010.  | [ 43 ] [ 48 ] |
| "DJ Got Us Fallin' in Love"  | Питбул                                                                         | Хиро Мураи                            | Versus                         | 2010.  | [ 45 ] [ 49 ] |
| "More"                       | Нико                                                                           | Непознато                             | Raymond v. Raymond             | 2011.  | [ 43 ]        |
| "Looking for Love"           | Диди - Дрти мани                                                               | Колин Трилеј                          | Last Train to Paris            | 2011.  | [ 50 ] [ 51 ] |
| "Dirty Dancer"               | Енрике Иглесијас, Лил Вејн                                                     | Јаша Малекцад, Џеф Дотсон, Итан Ладер | Versus                         | 2011.  | [ 45 ] [ 52 ] |
| "Promise"                    | Ромео Сантос                                                                   | Anthony Mandler                       | Versus                         | 2011.  | [ 53 ] [ 54 ] |
| "Without You"                | Давид Гета                                                                     | Кристофер Хјуит                       | Nothing but the Beat           | 2011.  | [ 55 ] [ 56 ] |
| "Climax"                     | Нико                                                                           | Сем Пилинг                            | Looking 4 Myself               | 2012.  | [ 57 ] [ 58 ] |
| "Scream"                     | Нико                                                                           | BB Gun                                | Looking 4 Myself               | 2012.  | [ 58 ] [ 59 ] |
| "Lemme See"                  | Рик Рос                                                                        | Филип Анделман                        | Looking 4 Myself               | 2012.  | [ 58 ] [ 60 ] |
| "Touch'N You"                | Рик Рос                                                                        | Крис Робинсон                         | God Forgives, I Don't          | 2012.  | [ 61 ] [ 62 ] |
| "Dive"                       | Нико                                                                           | Крис Аплебаум                         | Looking 4 Myself               | 2012   | [ 58 ] [ 63 ] |
| "Numb"                       | Нико                                                                           | Крис Аплебаум, Грејс Хари             | Looking 4 Myself               | 2012.  | [ 58 ] [ 64 ] |
| "Rest of My Life"            | Лудакрис, Давид Гета                                                           | Кристофер Симс                        | Ludaversal                     | 2012.  | [ 65 ] [ 66 ] |
| "Good Kisser"                | Нико                                                                           | Кристофер Симс                        | N/A                            | 2013.  |               |
| "New Flame"                  | Крис Браун, Рик Рос                                                            | Крис Браун                            | X                              | 2014.  |               |
| "She Came to Give It to You" | Ники Минаж                                                                     | Фил Анделман, Дрејк                   | N/A                            | 2014.  |               |
| "Body Language"              | Кид Инк, Тинаше                                                                | Дарен Крејг                           | Full Speed                     | 2014.  |               |
| "The Matrimony"              | Вејл                                                                           | Сара Меклоган                         | The Album About Nothing        | 2015.  |               |
| "Don't Look Down"            | Мартин Гарикс                                                                  | Петрос                                | N/A                            | 2015.  |               |
| "Chains"                     | Нас, Биби Бурели                                                               | Бен Луис Николас                      | N/A                            | 2015.  |               |
| "No Limit"                   | Јанг Тиг                                                                       | Џои Томас                             | Hard II Love                   | 2016.  |               |
| "Crash"                      | Нико                                                                           | Кристофер Симс                        | Hard II Love                   | 2016.  |               |
| "Rivals"                     | Футур                                                                          | N/A                                   | Hard II Love                   | 2016.  |               |

## Видео албуми
| Назив                                          | Детаљи о албуму                                                         | Сертификације                  |
| ---------------------------------------------- | ----------------------------------------------------------------------- | ------------------------------ |
| Live                                           | - Концерт - Датум објављивања: 23. март 1999. - Формат: ЦД              | - RIAA: Златни - MC: Златни    |
| Evolution 8701 Live in Concert                 | - Концерт - Датум објављивања: 30. август 2002. - Формат: ЦД            | - RIAA: Платинум - BPI: Златни |
| U Don't Have To Call/U Got It Bad              | - Видео сингл - Датум објављивања: 2003. - Формат: ЦД                   | - RIAA: Златни                 |
| Truth Tour Behind the Truth: Live from Atlanta | - Концерт - Датум објављивања: 16. септембар 2005. - Формат: ЦД         | - RIAA: 7× Платинум            |
| Rhythm City Volume One: Caught Up              | - Кратки филм - Датум објављивања: 16. септембар 2006. - Формат: ЦД     | - MC: Златни                   |
| Usher OMG Tour Live From London                | - Концерт - Датум објављивања: 31. октобар 2011. - Формати: ЦД, блу реј |                                |

## Филмографија
| Кључ | Филм који још увијек није објављен | Означава да филм није још увијек објављен. |

| Назив                              | Година | Улога                       | Режисер                   | Буџет       | Зарада        | Референце     |
| Назив                              | Година | Улога                       | Режисер                   | USD $       | USD $         | Референце     |
| ---------------------------------- | ------ | --------------------------- | ------------------------- | ----------- | ------------- | ------------- |
| Факултет страха                    | 1998.  | Гејб Сантора                | Роберт Родригез           | 15,000 000  | 40,283 321    | [ 71 ] [ 7 ]  |
| Она је та                          | 1999.  | Ди џеј у кампусу            | Роберт Исков              | 10,000 000  | 63,366 989    | [ 72 ] [ 73 ] |
| Light It Up                        | 1999.  | Лестер Дјуит                | Крејг Болотин             | 13,000 000  | 5,985 690     | [ 74 ] [ 75 ] |
| Ђепето                             | 2000.  | Ринг лидер                  | Том Мур                   | Непознато   | Н/Д           | [ 76 ]        |
| Тексашки ренџери                   | 2000.  | Рандолф Даглас Скипио       | Стиви Мајнер              | 38,000 000  | 623,374       | [ 77 ] [ 78 ] |
| In the Mix                         | 2005.  | Дарел Вилијамс              | Рон Андервуд              | Непознато   | 10,223 896}   | [ 79 ] [ 80 ] |
| Слаткиш и убица                    | 2010.  | Кевин                       | Роберт Лукетич            | 75,000 000  | 98,159 963    | [ 81 ] [ 82 ] |
| Justin Bieber: Never Say Never     | 2011.  | Себе                        | Џон Чу                    | 13,000 000  | 99,036 827    | [ 83 ] [ 84 ] |
| Мрак филм 5                        | 2013.  | Ира                         | Малколм Ли                | 20,000 000  | 78,148 326    | [ 85 ] [ 86 ] |
| Justin Bieber's Believe            | 2013   | Себе                        | Џон Чу                    | 5,000 000   | 6,206 566     | [ 87 ] [ 88 ] |
| Muppets Most Wanted                | 2014.  | Вјенчање Ашера              | Џејмс Бобин               | 50,000 000  | 80,400 000    | [ 89 ]        |
| Popstar: Never Stop Never Stopping | 2016.  | Себе.                       | Акива Шафер, Џорма Таконе | 20,000 000  |               | [ 90 ]        |
| Hands of Stone                     | 2016.  | Сугар Реј Леонард           | Џонатан Јакубович         | 20,000 000  | 5,000 000 000 | [ 91 ] [ 92 ] |
| Невиђени 2                         | 2018.  | Фрозенов највећи фан (глас) | Бред Бирд                 | 200,000 000 | 328,000 000   | [ 93 ]        |

## Телевизијски наступи
| Назив                    | Година | Улога               | Продуцент/Креатор                                                               | Епизоде                | Референце |
| ------------------------ | ------ | ------------------- | ------------------------------------------------------------------------------- | ---------------------- | --------- |
| Moesha                   | 1997.  | Џереми Дејвис       | Ерма Елзи Џонс                                                                  | "Keepin' It Real"      | [ 94 ]    |
| Moesha                   | 1997.  | Џереми Дејвис       | Хенри Чан                                                                       | "Double Date"          | [ 95 ]    |
| Moesha                   | 1998.  | Џереми Дејвис       | Хенри Чан                                                                       | "Pajama Jam"           | [ 96 ]    |
| Одважни и лијепи         | 1998.  | Рејмонд             | Непознато                                                                       | Непознато              | [ 97 ]    |
| Moesha                   | 1999.  | Џереми Дејвис       | Сара Фини, Вида Спирс                                                           | "Independence Day"     | [ 98 ]    |
| Обећана земља            | 1999.  | Винстон             | Лоуренс Џеј Липтон                                                              | "Baby Steps"           | [ 99 ]    |
| Познати Џет Џексон       | 2000.  | Зандер "Z-Ride" Хал | Непознато                                                                       | "Step Up"              | [ 100 ]   |
| Сабрина, тинејџ вјештица | 2002.  | Љубавни доктор      | Паула Харт, Брус Фербер                                                         | "I Think I Love You"   | [ 101 ]   |
| Зона сумрака             | 2002.  | Ерик Богс           | Непознато                                                                       | "To Protect and Serve" | [ 102 ]   |
| Амерички снови           | 2002.  | Марвин Гаје         | Непознато                                                                       | "Cold Snap"            | [ 103 ]   |
| Седмо небо               | 2002.  | Вил                 | Бренда Хемптон, Е. Дјук Винсент, Арон Спелинг                                   | "A Cry for Help"       | [ 104 ]   |
| Soul Food                | 2003.  | Камерон Маркс       | Фелисија Хендерсон, Трејси Едмондс, Џорџ Тилман јуниор, Роберт Тител, Бејбифејс | "Attracting Opposites" | [ 105 ]   |

## Рекламе
| Производ/Бренд                              | Година | Режисер        | Референце |
| ------------------------------------------- | ------ | -------------- | --------- |
| Твикс                                       | 2001.  | Непознато      | [ 106 ]   |
| One Night One Star - Usher Live on Showtime | 2005.  | Мозес Единберг | [ 106 ]   |
| Ашер ВИП                                    | 2009.  | Пјер Мор       | [ 107 ]   |
| НБА Ол-стар                                 | 2010.  | Непознато      | [ 107 ]   |
| Dance Central 3                             | 2012.  | Непознато      | [ 108 ]   |
| Мерцедес-Бенц CLA класа                     | 2013.  | Непознато      | [ 109 ]   |
| Самсунг                                     | 2013.  | Рич Ли         | [ 106 ]   |
| Cheerios                                    | 2014.  | Непознато      | [ 110 ]   |
| Мастеркард                                  | 2015.  | Непознато      | [ 106 ]   |
| Пепси                                       | 2015.  | Непознато      | [ 106 ]   |